# 스사키정
스사키정(일본어: 須崎町)은 일본 고치현 다카오카군에 있던 정이다. 

## 역사
- 1889년 4월 1일 - 정촌제 시행에 의해 2촌의 구역으로 성립하였다.
- 1941년 1월 1일 - 신조촌을 편입하였다.
- 1954년 10월 1일 - 오노고촌, 우라노우치촌, 아소촌, 가미분촌과 합병해 스사키시가 성립, 동일 스사키정은 폐지되었다.

## 교통

### 철도
- 일본국유철도
  - 도산선

### 도로
- 국도 제197호선 (현 국도 제55호선)

## 참고 문헌
- 角川日本地名大辞典編纂委員会,『角川日本地名大辞典 39 高知県』1983, 角川書店